# Tuffi ai XXI Giochi del Commonwealth
Le competizioni di tuffi ai XXI Giochi del Commonwealth si sono svolte dall'11 al 14 aprile 2018.

## Paesi partecipanti
Hanno partecipato 11 nazioni per un totale di 69 athletes. Tra parentesi è indicato il numero di atleti per ogni nazione.
- Australia (14)
- Canada (12)
- Inghilterra (13)
- Giamaica (1)
- Malaysia (13)
- Nuova Zelanda (5)
- Scozia (4)
- Singapore (1)
- Sudafrica (3)
- Sri Lanka (2)
- Galles (1)

## Calendario
| P | Preliminari | F | Finale |

| Data →                                | Mer 11 | Mer 11 | Gio 12 | Gio 12 | Ven 13 | Ven 13 | Sab 14 | Sab 14 |
| Event ↓                               | M      | S      | M      | S      | M      | S      | M      | S      |
| ------------------------------------- | ------ | ------ | ------ | ------ | ------ | ------ | ------ | ------ |
| Trampolino 1 metro maschile           | P      | F      |        |        |        |        |        |        |
| Trampolino 3 metri maschile           |        |        | P      | F      |        |        |        |        |
| Piattaforma 10 metri maschile         |        |        |        |        |        |        | P      | F      |
| Trampolino 3 metri sincro maschile    |        |        |        |        |        | F      |        |        |
| Piattaforma 10 metri sincro maschile  |        |        |        |        | F      |        |        |        |
| Trampolino 1 metro femminile          |        |        |        |        | P      | F      |        |        |
| Trampolino 3 metri femminile          |        |        |        |        |        |        | P      | F      |
| Piattaforma 10 metri femminile        |        |        | P      | F      |        |        |        |        |
| Trampolino 3 metri sincro femminile   | F      |        |        |        |        |        |        |        |
| Piattaforma 10 metri sincro femminile |        | F      |        |        |        |        |        |        |

## Podi

### Uomini
| Evento                     | Oro                                     | Perform. | Argento                                     | Perform. | Bronzo                                    | Perform. |
| Tuffi individuali          |                                         |          |                                             |          |                                           |          |
| Trampolino 1m (dettagli)   | Jack Laugher                            | 438.00   | James Connor                                | 412.45   | James Heatly                              | 399.25   |
| Trampolino 3m (dettagli)   | Jack Laugher                            | 519.40   | Philippe Gagné                              | 452.70   | James Connor                              | 438.50   |
| Piattaforma 10m (dettagli) | Domonic Bedggood                        | 451.15   | Matthew Dixon                               | 449.55   | Vincent Riendeau                          | 425.40   |
| Tuffi sincronizzati        |                                         |          |                                             |          |                                           |          |
| Trampolino 3m (dettagli)   | Inghilterra Jack Laugher Chris Mears    | 436.17   | Canada Philippe Gagné François Imbeau-Dulac | 415.23   | Australia Domonic Bedggood Matthew Carter | 408.12   |
| Piattaforma 10m (dettagli) | Inghilterra Tom Daley Daniel Goodfellow | 405.81   | Inghilterra Matthew Dixon Noah Williams     | 399.99   | Australia Domonic Bedggood Declan Stacey  | 397.92   |

### Donne
| Evento                     | Oro                                             | Perform. | Argento                                     | Perform. | Bronzo                                    | Perform. |
| Tuffi individuali          |                                                 |          |                                             |          |                                           |          |
| Trampolino 1m (dettagli)   | Grace Reid                                      | 275.30   | Georgia Sheehan                             | 264.00   | Esther Qin                                | 252.95   |
| Trampolino 3m (dettagli)   | Jennifer Abel                                   | 366.95   | Maddison Keeney                             | 366.55   | Anabelle Smith                            | 336.90   |
| Piattaforma 10m (dettagli) | Melissa Wu                                      | 360.40   | Meaghan Benfeito                            | 359.75   | Lois Toulson                              | 344.20   |
| Tuffi sincronizzati        |                                                 |          |                                             |          |                                           |          |
| Trampolino 3m (dettagli)   | Australia Esther Qin Georgia Sheehan            | 284.10   | Inghilterra Alicia Blagg Katherine Torrance | 276.90   | Malaysia Leong Mun Yee Nur Dhabitah Sabri | 264.90   |
| Piattaforma 10m (dettagli) | Malaysia Cheong Jun Hoong Pandelela Rinong Pamg | 328.08   | Canada Meaghan Benfeito Caeli McKay         | 312.12   | Malaysia Leong Mun Yee Nur Dhabitah Sabri | 308.16   |

## Medagliere
| Posizione | Paese       | Oro | Argento | Bronzo | Riepilogo |
| --------- | ----------- | --- | ------- | ------ | --------- |
| 1         | Inghilterra | 4   | 3       | 1      | 8         |
| 2         | Australia   | 3   | 3       | 5      | 11        |
| 3         | Canada      | 1   | 4       | 1      | 6         |
| 4         | Malaysia    | 1   | 0       | 2      | 3         |
| 5         | Scozia      | 1   | 0       | 1      | 2         |
| Totale    | Totale      | 10  | 10      | 10     | 30        |